# Gabriel av Salamanca-Ortenburg
Gabriel av Salamanca-Ortenburg (född 1489, död 1539) var mellan 1521 och 1526 ärkehertig Ferdinand av Österrikes generalskattmästare (motsv. finansminister) och hovkansler samt greve av Ortenburg från och med 1524.
Gabriel Salamanca kom från en rik handelsfamilj i Burgos/Spanien. Han arbetade i kejsar Maximilians I statskansli från 1514. Några år senare blev han vän med ärkehertig Ferdinand som 1521 fick arvsländerna Österrike, Steiermark, Kärnten, Krain och grevskapet Tyrolen och senare skulle efterträda hans bror Karl V på den tyska kejsartronen. Ferdinand utnämnde Gabriel till generalskattmästare och hovkansler. Gabriel som skulle sanera statsbudgeten misslyckades och fick lämna sina befattningar 1526.
1523 upphöjdes Gabriel Salamanca till friherre och 1524 fick han grevskapet Ortenburg i Kärnten i förläning och blev därmed greve. Några månader senare gifte han sig med grevinna Elisabeth av Eberstein men hans maka dog tidigt. 1533 gifte han om sig med Elisabeth av Baden-Durlach, dottern till markgreven av Baden-Durlach. 
Efter att ha fått grevskapet Ortenburg bestämde sig Gabriel av Salamanca för att uppföra ett representativt slott i den näraliggande staden Spittal an der Drau. 1933 inleddes byggnadsarbetena till det nutida slottet Porcia efter ritningar av italienska arkitekter, men Gabriel fick aldrig uppleva färdigställandet. Han dog 1539. Kort före sin död gav han även i uppdrag att bygga ett nytt stadspalats i Wien, det nutida palatset Porcia.